# Nuoto ai Giochi della XXV Olimpiade - 50 metri stile libero femminili
Hanno partecipato alle batterie di qualificazione 50 atlete: le prime 8 si sono qualificate per la finale A, le successive 8 invece si sono qualificate per la finale B.

## Finale A
31 luglio 1992
| Posizione | Atleta                | Paese             | Tempo    |
| --------- | --------------------- | ----------------- | -------- |
|           | Yang Wenyi            | Cina              | 24.79 RM |
|           | Zhuang Yong           | Cina              | 25.08    |
|           | Angel Martino         | Stati Uniti       | 25.23    |
| 4         | Catherine Plewinski   | Francia           | 25.36    |
| 5         | Jenny Thompson        | Stati Uniti       | 25.37    |
| 6         | Natal'ja Meščerjakova | Squadra Unificata | 25.47    |
| 7         | Simone Osygus         | Germania          | 25.74    |
| 8         | Inge de Bruijn        | Paesi Bassi       | 25.84    |

## Finale B
| Posizione | Atleta                | Paese             | Tempo |
| --------- | --------------------- | ----------------- | ----- |
| 9         | Lisa Curry-Kenny      | Australia         | 25.87 |
| 10        | Kristin Tophan        | Canada            | 26.17 |
| 11        | Marianne Muis         | Paesi Bassi       | 26.24 |
| 12        | Andrea Nugent         | Canada            | 26.24 |
| 13        | Marianne Kriel        | Sudafrica         | 26.47 |
| 14        | Evgenia Ermakova      | Squadra Unificata | 26.49 |
| 15        | Linda Olofsson        | Svezia            | 26.51 |
| 16        | Franziska van Almsick | Germania          | SQ    |

## Batterie di qualificazione
- Q = Qualificate per la finale A
- q = qualificate per la finale B

| Posizione | Atleta                | Paese                   | Tempo   |
| --------- | --------------------- | ----------------------- | ------- |
| 1         | Zhuang Yong           | Cina                    | 25.56 Q |
| 2         | Angel Martino         | Stati Uniti             | 25.63 Q |
| 3         | Jenny Thompson        | Stati Uniti             | 25.63 Q |
| 4         | Catherine Plewinski   | Francia                 | 25.78 Q |
| 5         | Simone Osygus         | Germania                | 25.79 Q |
| 6         | Yang Wenyi            | Cina                    | 25.84 Q |
| 7         | Inge de Bruijn        | Paesi Bassi             | 25.86 Q |
| 8         | N. Mesheryakova       | Squadra Unificata       | 25.89 Q |
| 9         | Franziska van Almsick | Germania                | 25.96 q |
| 10        | Marianne Kriel        | Sudafrica               | 26.05 q |
| 11        | Lisa Curry-Kenny      | Australia               | 26.07 q |
| 12        | Andrea Nugent         | Canada                  | 26.29 q |
| 13        | Kristin Tophan        | Canada                  | 26.32 q |
| 14        | Linda Olofsson        | Svezia                  | 26.43 q |
| 15        | Marianne Muis         | Paesi Bassi             | 26.43 q |
| 16        | Evgenia Ermakova      | Squadra Unificata       | 26.45 q |
| 17        | Julie Olnus-Muller    | Francia                 | 26.48   |
| 18        | Gitta Jensen          | Danimarca               | 26.54   |
| 19        | Cristina Chiuso       | Italia                  | 26.72   |
| 20        | Ayako Nakano          | Giappone                | 26.74   |
| 21        | Claudia Franco        | Spagna                  | 26.76   |
| 22        | Luminita Dobrescu     | Romania                 | 26.76   |
| 23        | Louise Karlsson       | Svezia                  | 26.77   |
| 24        | Karen Pickering       | Regno Unito             | 26.78   |
| 25        | Mette Nielsen         | Danimarca               | 26.80   |
| 26        | Karen van Wirdum      | Australia               | 26.80   |
| 27        | Alison Sheppard       | Regno Unito             | 26.90   |
| 28        | Toni Jeffs            | Nuova Zelanda           | 26.90   |
| 29        | Martina Moravcová     | Cecoslovacchia          | 26.92   |
| 30        | Diana Ureche          | Romania                 | 26.96   |
| 31        | Minna Salmela         | Finlandia               | 27.00   |
| 32        | Rania Ellwani         | Egitto                  | 27.20   |
| 33        | Eva Gysling           | Svizzera                | 27.21   |
| 34        | Wei Ling Yeo          | Singapore               | 27.36   |
| 35        | Shina Matsudo         | Squadra Unificata       | 27.36   |
| 36        | Robyn Lamsam          | Hong Kong               | 27.40   |
| 37        | Monica Dahl           | Namibia                 | 27.45   |
| 38        | Marja Paivinen        | Finlandia               | 27.49   |
| 39        | Joshua Ikhaghomi      | Nigeria                 | 27.53   |
| 40        | Shelley Cramer        | Isole Vergini Americane | 27.84   |
| 41        | Keren Regal           | Israele                 | 27.93   |
| 42        | Helga Sigurdardottir  | Islanda                 | 27.94   |
| 43        | Ratsifandrihamanana   | Madagascar              | 28.22   |
| 44        | Ratiporn Wong         | Thailandia              | 28.42   |
| 45        | Ana Fortin            | Honduras                | 28.59   |
| 46        | Yu Fen Ooi            | Singapore               | 28.77   |
| 47        | Sharon Pickering      | Figi                    | 28.90   |
| 48        | Paola Penarrieta      | Bolivia                 | 29.71   |
| 49        | Sara Casadei          | San Marino              | 30.05   |
| 50        | Elsa Vicente          | Angola                  | 30.17   |